# Округ Кент (Делавер)
Округ Кент (енгл. Kent County) је округ у америчкој савезној држави Делавер. По попису из 2010. године број становника је 162.310. Седиште округа је град Довер.

## Демографија
Према попису становништва из 2010. у округу је живело 162.310 становника, што је 35.613 (28,1%) становника више него 2000. године.
| Група             | 2000.          | 2010.           |
| Белци             | 91.325 (72,1%) | 105.891 (65,2%) |
| Афроамериканци    | 26.180 (20,7%) | 38.913 (24,0%)  |
| Азијати           | 2.137 (1,7%)   | 3.306 (2,0%)    |
| Хиспаноамериканци | 4.069 (3,2%)   | 9.346 (5,8%)    |
| Укупно            | 126.697        | 162.310         |